# Allow Me

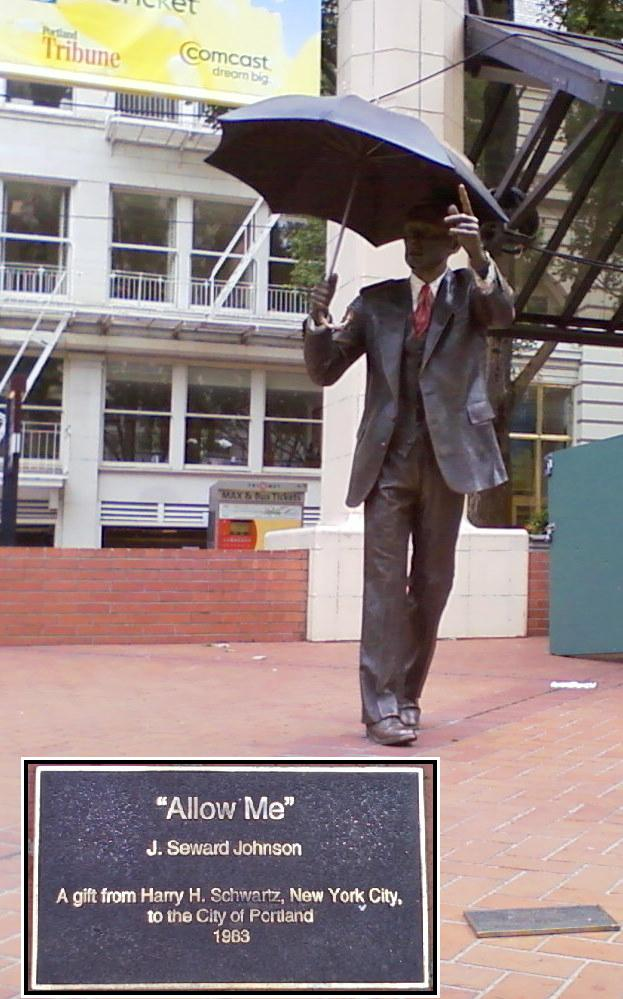
Allow Me em Portland, Oregon.

Allow Me são esculturas de bronze do artista estadunidense John Seward Johnson II. Os modelos de Allow Me são classificados como arte pública e estão localizados em Bath Nova Iorque; Chicago; na frente do Prince Music Theater, Filadélfia; em Embassy Row, Washington; e em Portland, Oregon. Existem outros três modelos adicionais em coleções particulares em Hamilton, Ohio; Los Angeles e Port Smith, Arkansas.